# Barton County (Kansas)
Barton County is een county in de Amerikaanse staat Kansas.
De county heeft een landoppervlakte van 2.315 km² en telt 28.205 inwoners (volkstelling 2000). De hoofdplaats is Great Bend.

## Bevolkingsontwikkeling

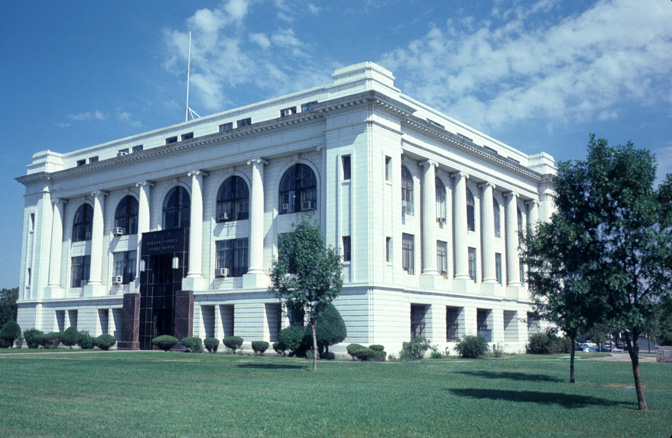
Barton County Courthouse